# دينا باول
دينا حبيب باول (بالإنجليزية: Dina Powell) سياسية مصرية-أمريكية ونائبة مستشار الأمن القومي الأمريكي للشؤون الإستراتيجية وكبيرة مستشاري الرئيس الأمريكي دونالد ترامب للمبادرات الاقتصادية. شغلت باول سابقاً عدة مناصب سياسية واقتصادية منها مساعدة وزير الخارجية للشؤون التعليمية والثقافية من العام 2005 وحتى العام 2007 ونائبة وكيل وزارة الخارجية للشؤون العامة والدبلوماسية، كما عملت باول في مؤسسة غولدمان ساكس وتبوأت عدة مناصب في ذلك الوقت وأشرفت على عدد من البرامج الاستثمارية والخيرية هناك. وفي ديسمبر 2017 أعلن البيت الأبيض عزم باول الاستقالة من إدارة الرئيس دونالد ترامب مطلع العام 2018.